# Cimetière militaire de Stanley

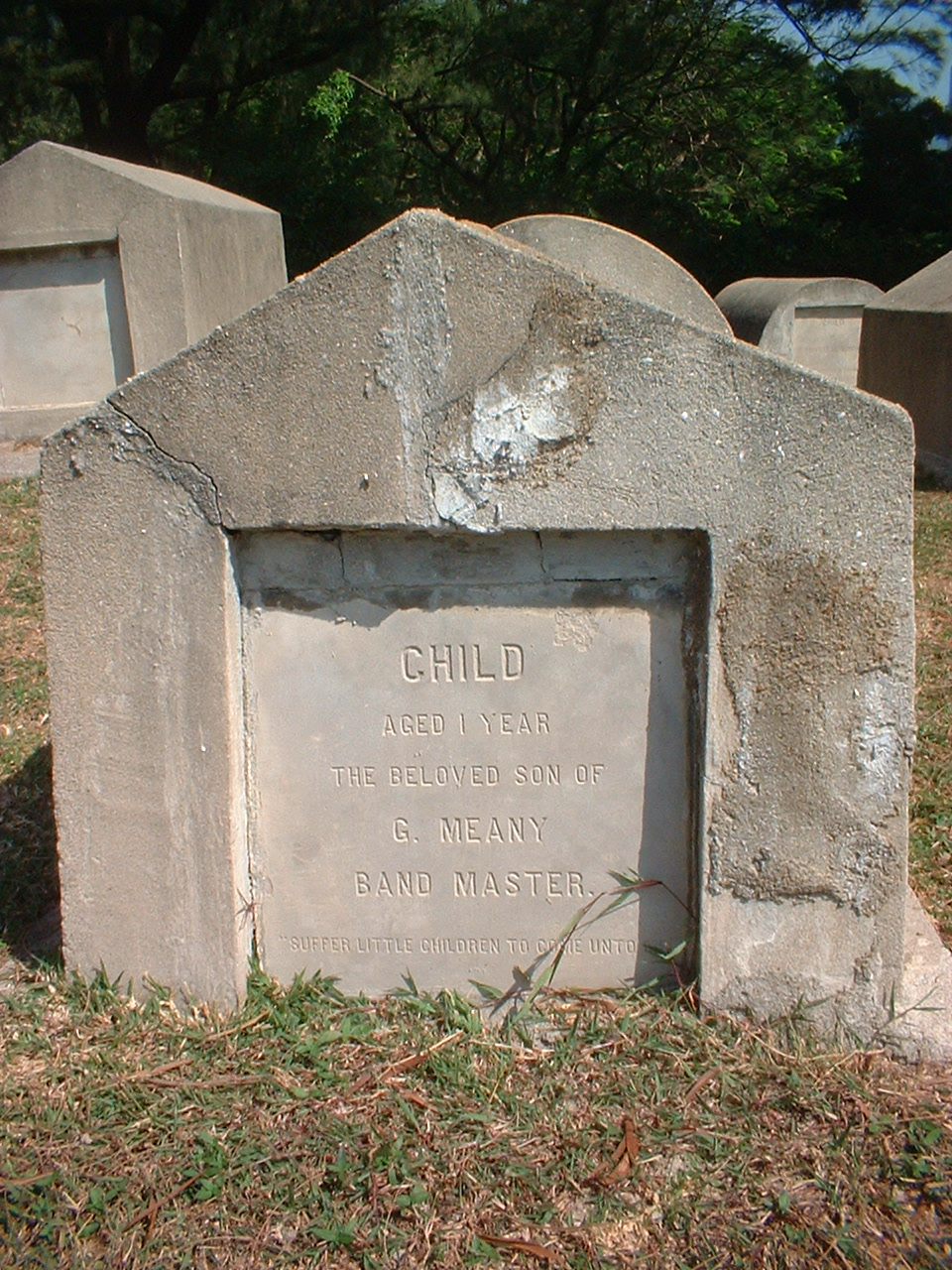
Un exemple d'une tombe d'enfant en bas âge de la famille d'un soldat.

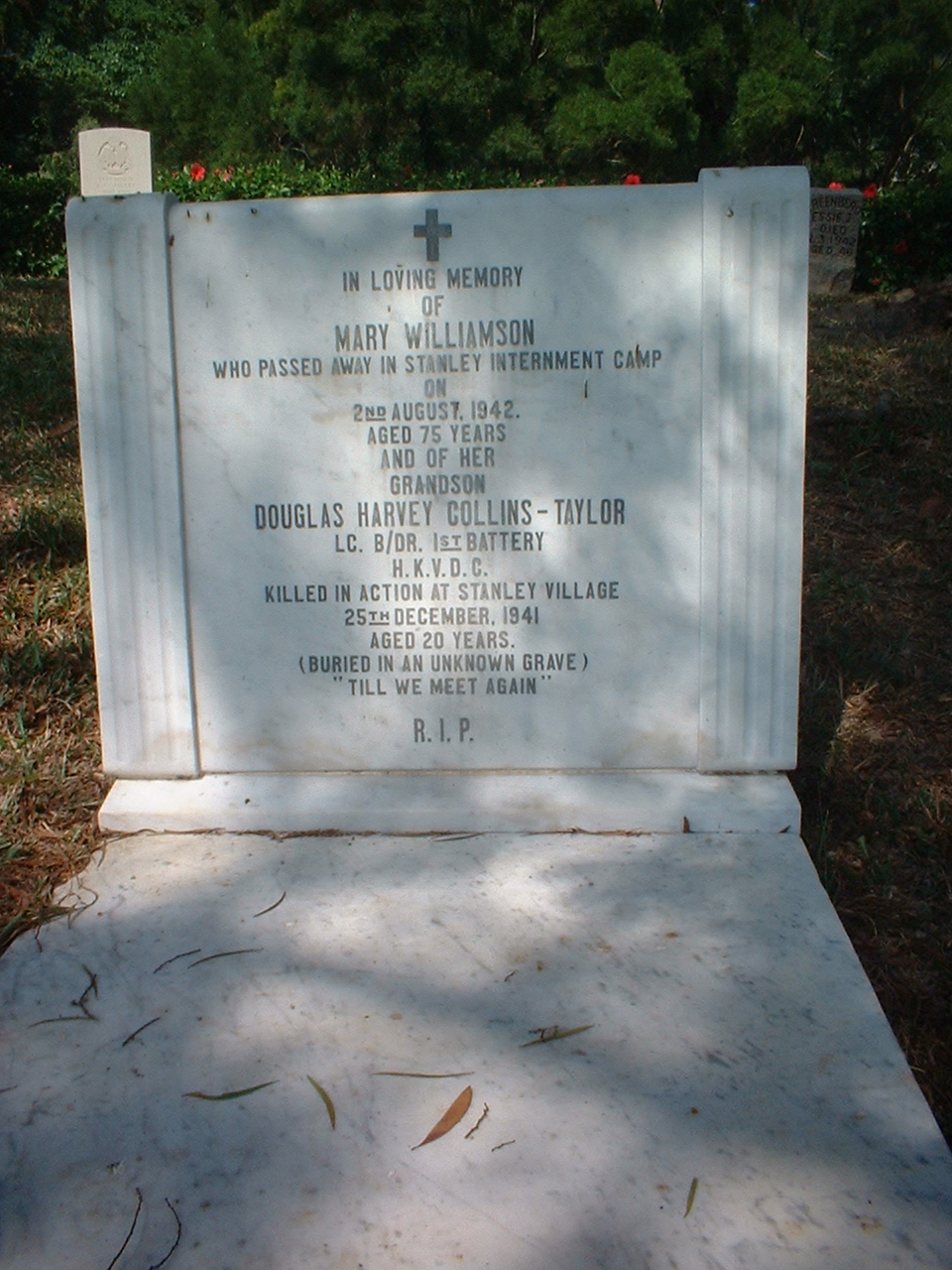
Tombe d'une certaine Mary Williamson, décédée au camp Stanley et d'un mémorial cénotaphe pour son petit-fils, le caporal suppléant Douglas H. Collins-Taylor du Corps de défenses des volontaires de Hong Kong, qui a été tué au combat dans le village de Stanley. Cette tombe a donné quelques indices sur la dernière étape de la défense de 1941.

Le cimetière militaire de Stanley (赤柱軍人墳場) est situé près de St. Stephen's Beach (en) à Stanley, Hong Kong. C'est l'un des deux cimetières militaires de la période coloniale de la ville avec le cimetière de Hong Kong. Il est utilisé de 1841 à 1866 pour accueillir les dépouilles des membres de la garnison britannique et de leurs familles, et ne reçoit plus d'autres arrivées hormis durant la Seconde Guerre mondiale.
Le cimetière est à peu près de forme triangulaire et s'étend sur une surface s'élevant brusquement du côté de la route. Son accès se fait par une série de marches menant à la Croix du Sacrifice avec des pentes herbeuses abruptes de chaque côté.

## Le cimetière et la défense de Hong Kong
Le 8 décembre 1941, le Japon débute l'invasion de Hong Kong, qui aboutit à la capitulation britannique le jour de Noël de cette année. Le village de Stanley est l'un des derniers champs de bataille de la défense. Les Royal Rifles du Canada, de nombreux éléments du Corps de défense des volontaires de Hong Kong et des sections du régiment du Middlesex (en) y étaient stationnés. Des combats ont lieu dans le cimetière lui-même l'après-midi du jour de Noël, lorsque la compagnie D des Royal Rifles tente de chasser les Japonais du bungalow C.
Lors de la reddition britannique, la majorité des civils occidentaux de Hong Kong sont confinés dans le camp d'internement de Stanley, qui comprenait le terrain du St Stephen's College et le logement des gardiens de la prison (sur le site actuel de la prison de Stanley), tandis que le personnel militaire est envoyé soit au camp de North Point, au camp de prisonniers de guerre de Sham Shui Po, au camp de Ma Tau Chung ou au camp d'Argyle Street. En raison du manque de nourriture et de médicaments dans le camp de Stanley, de nombreuses personnes sont mortes et ont été enterrées sur place à l'époque. Ces « tombes brutes » (raw graves) sont encore conservées dans leur forme d'origine. À la suite de la reddition japonaise, de nombreux autres morts du temps de la guerre dans cette partie de Hong Kong sont également ré-inhumés dans le cimetière.

## Inhumations au XXe siècle
Il y a dans le cimetière 598 tombes de la Seconde Guerre mondiale (dont parmi elles celles de soldats alliés non britanniques et de deux membres de la police de Hong Kong). Parmi ces sépultures, 175 d’entre elles sont non identifiées et 96 sont des civils internés (dont quatre enfants). Eric Moreton, un missionnaire méthodiste décédé des suites de blessures subies au volant d'une ambulance à Wan Chai lors des combats à l'hôpital royal de la marine le 26 décembre 1941, est également enterré au cimetière.
Les morts de la période du 19 au 26 décembre 1941 sont enterrés dans les parcelles 5 et 6 du cimetière. Parmi eux, il y a quelques Canadiens envoyés à Hong Kong trois semaines avant l'invasion (la majorité des nombreux Canadiens ayant perdu la vie à l'époque sont enterrés à Sai Wan (en)).
Parmi les tombes notables du cimetière figurent celles de membres du groupe d'aide de l'armée britannique (en), qui ont aidé les prisonniers de guerre de Hong Kong ou d'autres zones occupées par les Japonais à s'échapper vers la Chine, et ont arrangé les besoins militaires des groupes de résistance dans ces zones. Parmi eux se trouve le capitaine Mateen Ansari (en) du 5/7e régiment de Rajput, récipiendaire posthume de la croix de George. Il y a également le colonel Lance Newnham (en) du régiment du Middlesex, John Alexander Fraser (en) du groupe d'aide de l'armée britannique, le capitaine Douglas Ford (en) des Royal Scots et le lieutenant Hector Gray (en) de la Royal Air Force qui sont également récipiendaires à titre posthume de la croix de George pour la même raison.
Il y eut des enterrements après la guerre dans la parcelle 8. Y est notamment enterré Rodérick Egal, Représentant de la France Libre en Chine pendant la guerre.
D'autre part, il y a trois commémorations de victimes (une du Corps de défense des volontaires de Hong Kong et deux du Corps de travailleurs chinois) de la Première Guerre mondiale, enterrées ailleurs sur le territoire et dont les tombes sont maintenant perdues.
Le plus grand groupe de tombes militaires de la Seconde Guerre mondiale se trouve cependant au cimetière de guerre de Sai Wan à Chai Wan (en).

## Galerie

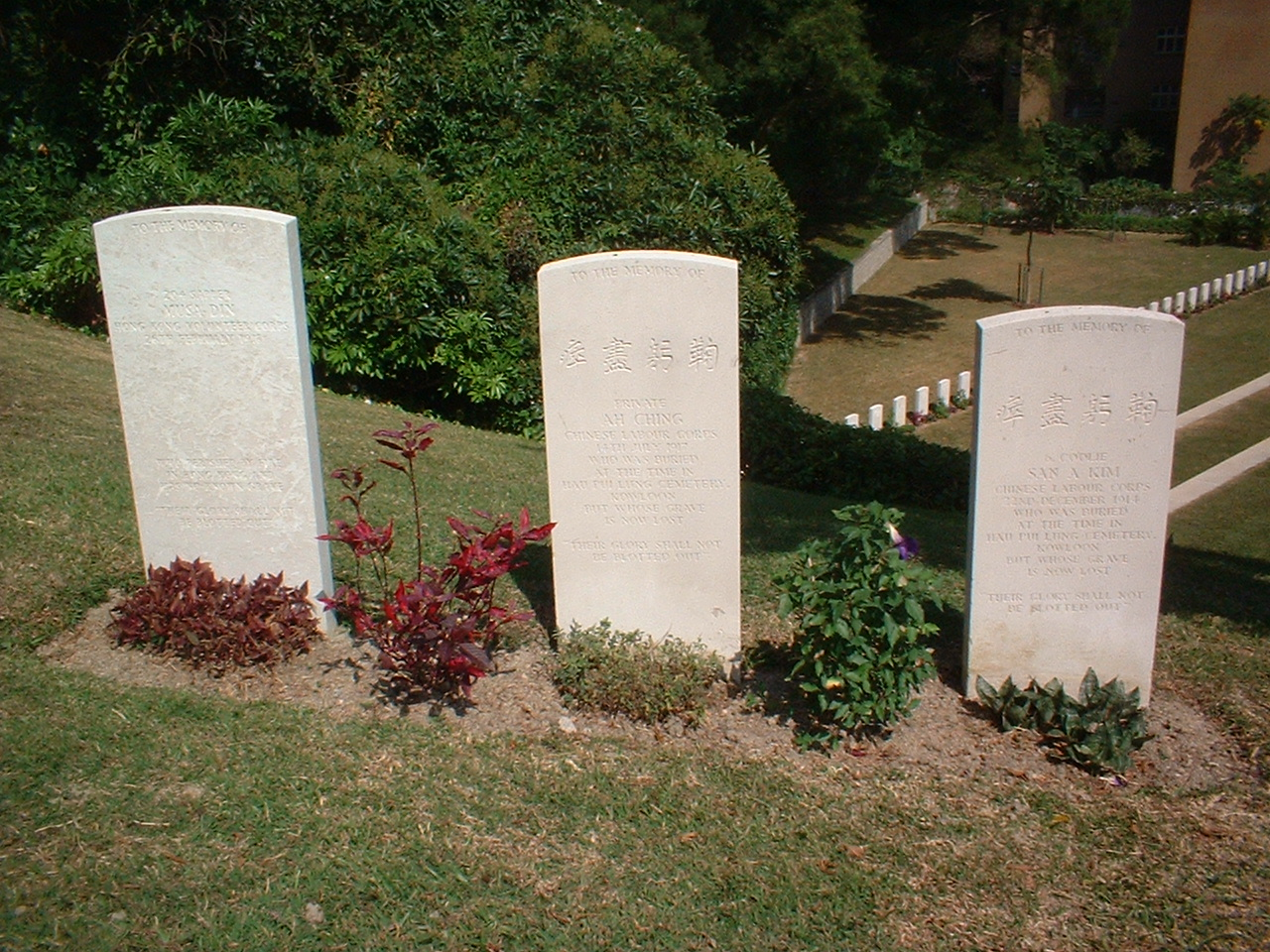
La commémoration des victimes de la Première Guerre mondiale, enterrées ailleurs sur le territoire et dont les tombes sont aujourd'hui perdues.
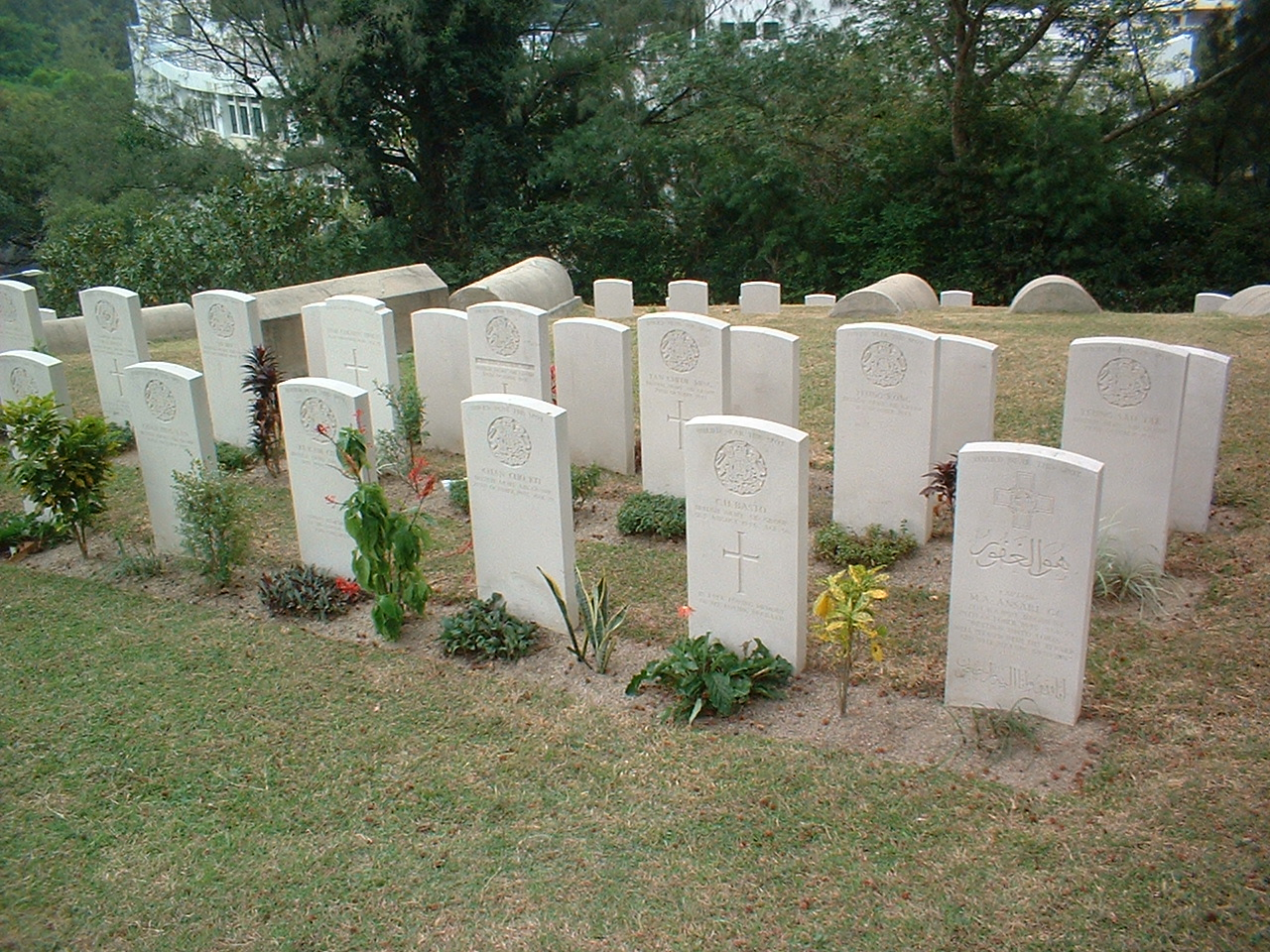
Ces deux lignes de pierres tombales sont destinées à ceux qui sont tombés pendant la Seconde Guerre mondiale et dont les tombes sont perdues, comme pour le capitaine Mateen Ansari (en), récipiendaire posthume de la croix de George.
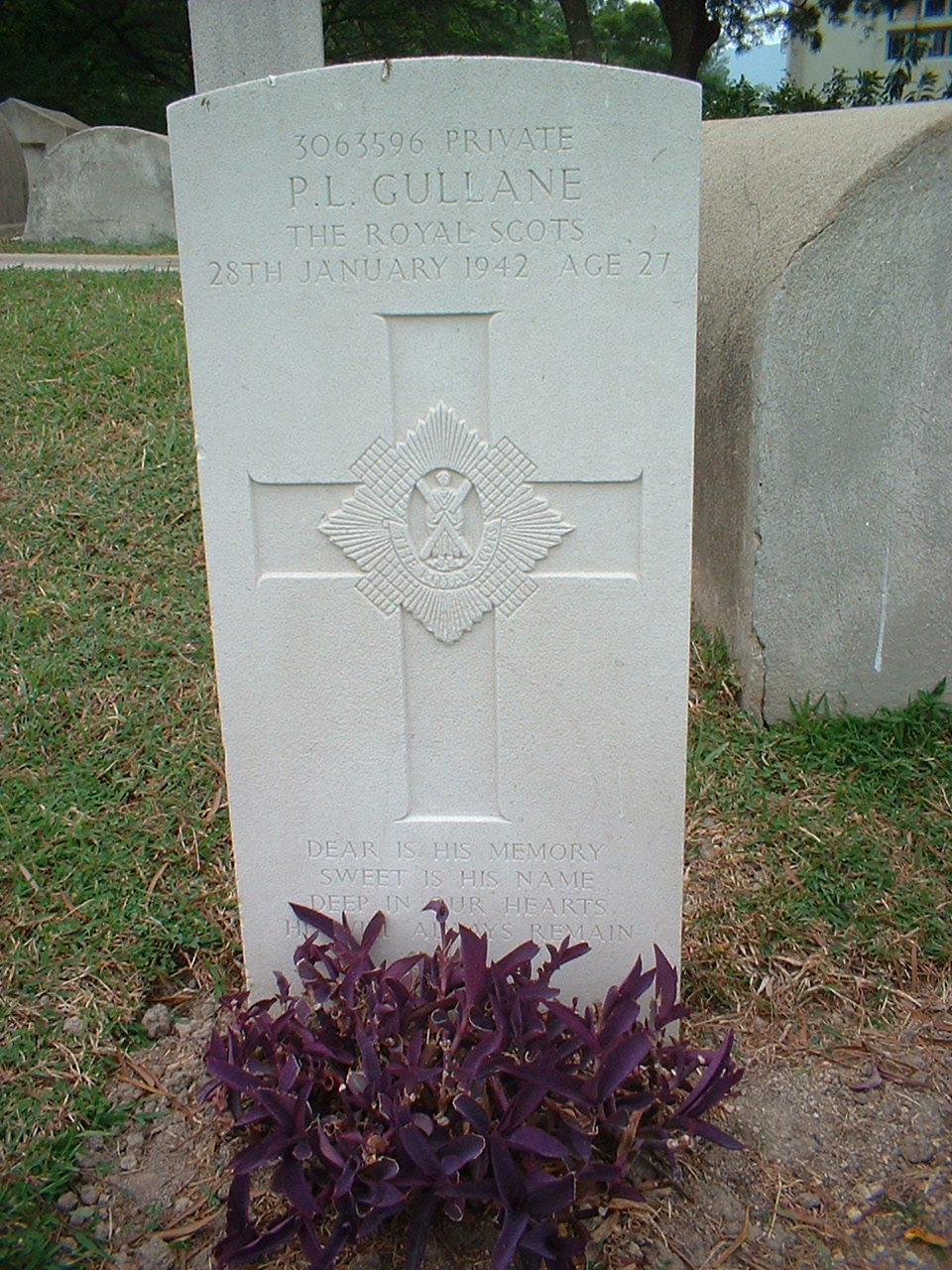
Tombe du soldat P.L. Gullane des Royal Scots, mort après la reddition britannique.
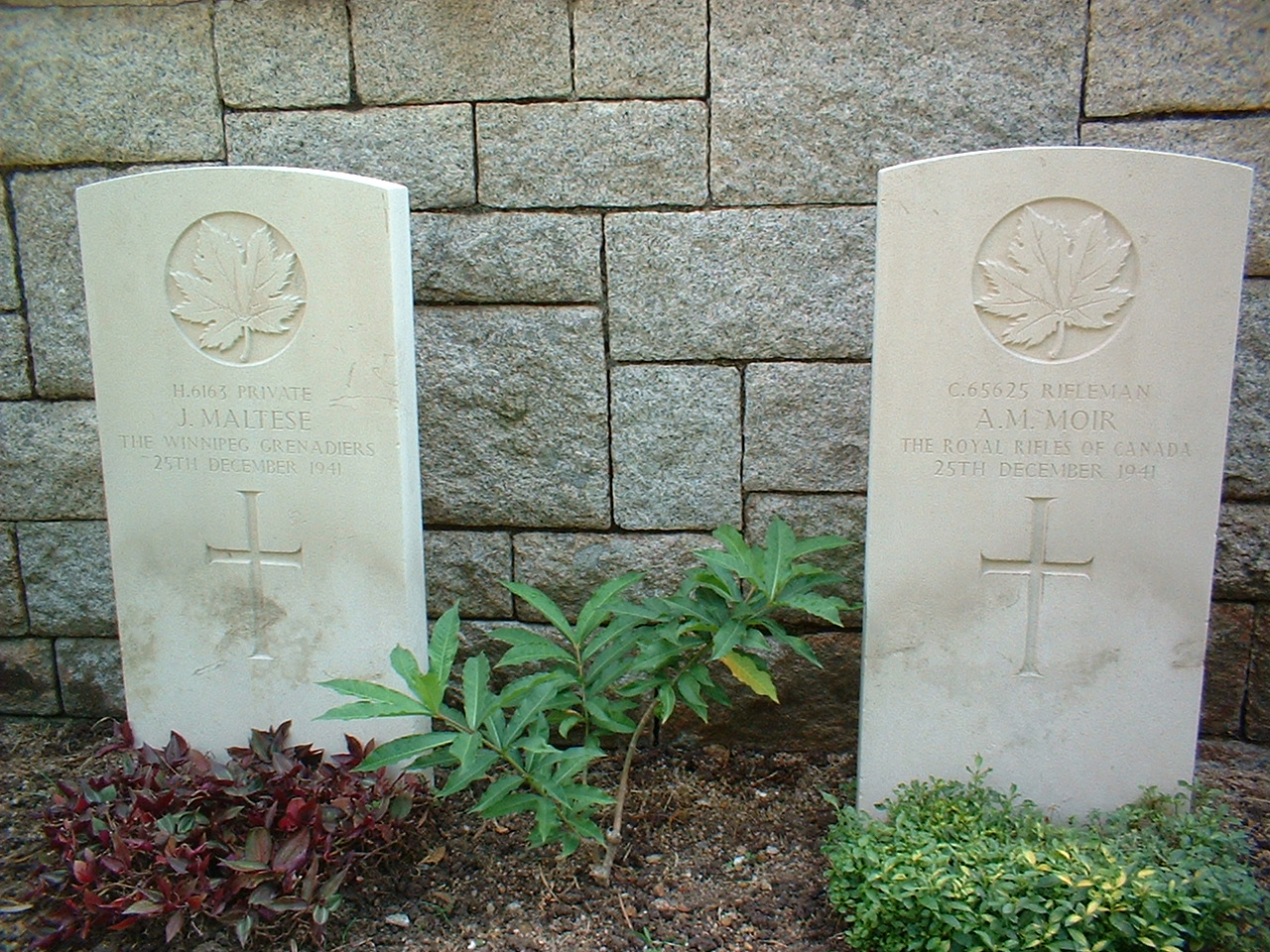
Tombes du soldat J. Maltese des grenadiers de Winnipeg (en) et d'A.M. Moir des Royal Rifles du Canada. Les deux bataillons (communément appelés « Force C (en) ») furent envoyés à Hong Kong en novembre 1941, trois semaines seulement avant l'invasion.
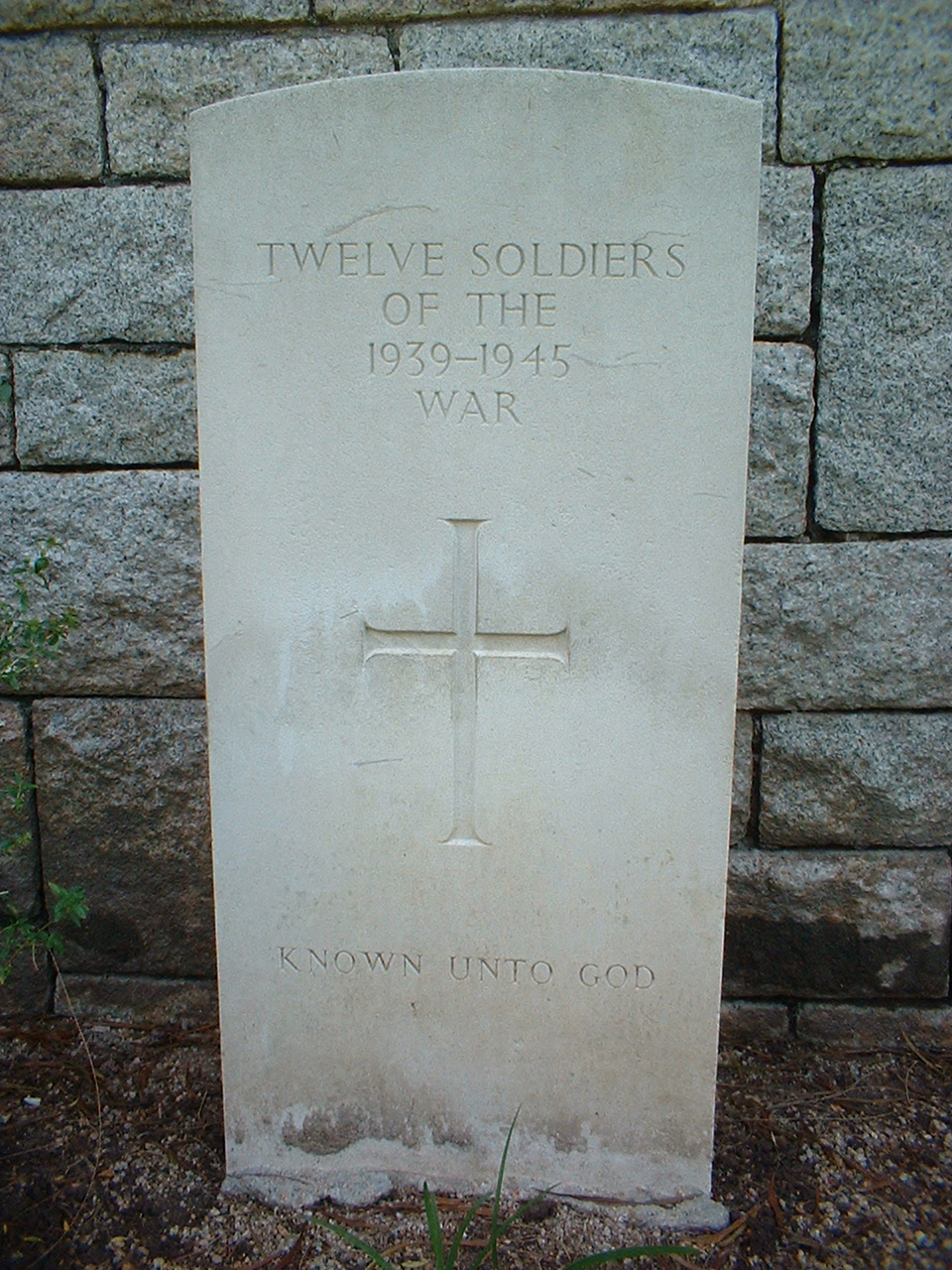
Pierre tombale commune pour 12 soldats inconnus tombés pendant la guerre.